# Côte d'Ivoire aux Jeux olympiques d'été de 1976
La Côte d'Ivoire a participé aux Jeux olympiques d'été de 1976 à Montréal. Il s'agissait de sa 4e participation à des Jeux d'été. La délégation ivoirienne était composée de cinq athlètes en athlétisme. La Côte d'Ivoire et le Sénégal ont été les deux nations africaines à ces Jeux.

## Athlétisme

### 100 mètres Hommes
| Athlète      | Événement         | Rang      | Médaille |
| ------------ | ----------------- | --------- | -------- |
| Amadou Méité | 100 mètres Hommes | 6 h2 r3/4 |          |

### 200 mètres Hommes
| Athlète               | Événement         | Rang      | Médaille |
| --------------------- | ----------------- | --------- | -------- |
| Georges Kablan Degnan | 200 mètres Hommes | 5 h1 r3/4 |          |

### 400 mètres Hommes
| Athlète         | Événement         | Rang      | Médaille |
| --------------- | ----------------- | --------- | -------- |
| Avognan Nogboun | 400 mètres Hommes | 6 h6 r1/4 |          |

### Relais 4 × 100 mètres Hommes
| Athlète               | Événement                    | Rang      | Médaille |
| --------------------- | ---------------------------- | --------- | -------- |
| Arsène Kra Konan      | Relais 4 × 100 mètres Hommes | 7 h1 r2/3 |          |
| Georges Kablan Degnan | Relais 4 × 100 mètres Hommes | 7 h1 r2/3 |          |
| Gaston Kouadio        | Relais 4 × 100 mètres Hommes | 7 h1 r2/3 |          |
| Amadou Méité          | Relais 4 × 100 mètres Hommes | 7 h1 r2/3 |          |

### Saut en longueur Hommes
| Athlète      | Âge | Événement               | Rang   | Médaille |
| ------------ | --- | ----------------------- | ------ | -------- |
| Brou Kouakou |     | Saut en longueur Hommes | 28 QRQ |          |

### Lancer du javelot masculin
| Athlète           | Âge | Événement                  | Rang   | Médaille |
| ----------------- | --- | -------------------------- | ------ | -------- |
| Jacques Aye Abehi |     | Lancer du javelot masculin | 17 QRQ |          |

### 400 mètres Femmes
| Athlète          | Âge | Événement         | Rang      | Médaille |
| ---------------- | --- | ----------------- | --------- | -------- |
| Céléstine N’Drin | 12  | 400 mètres Femmes | 7 h4 r1/4 |          |

### 800 mètres Femmes
| Athlète          | Âge | Événement         | Rang      | Médaille |
| ---------------- | --- | ----------------- | --------- | -------- |
| Céléstine N’Drin | 12  | 800 mètres Femmes | 6 h3 r1/3 |          |